# Џафер Куленовић
Џафер-бег Куленовић (17. фебруар 1891 — 3. октобар 1956) био је потпредсједник НДХ. Такође је био предсједник Југословенске муслиманске организације, највеће муслиманске странке у Краљевини Југославији, на чије је чело дошао послије смрти Мехмеда Спахе 1939. године.

## Биографија
Џафер Куленовић је био министар без портфеља у Стојадиновићевој влади од маја 1938, министар рударства и шумарства у влади Драгише Цветковића. После пуча 27. марта, Куленовић је био једини муслиман у првој влади Душана Симовића. После југословенског пораза у Априлском рату и окупације Југославије, одбио је да оде са владом у избеглиштво и ставио се на располагање Анти Павелићу.
Постао је потпредсједник НДХ 7. новембра 1941. и остао на тој позицији до краја рата. Заправо је на тој функцији замијенио свог брата Османа Куленовића.
Након пада НДХ емигрирао је у Сирију. Живио је у Дамаску до своје смрти 3. октобра 1956. Док је био у Сирији, Хрвати у Аргентини су објавили збирку његових новинарских текстова. Године 1950, муслиманска заједница у Чикагу је објавила говор који је написао за муслимански конгрес након Другог свјетског рата у Лахореу, Пакистан. Двадесет и двије странице памфлета под насловом „Порука од хрватских Муслимана њиховој вјерској браћи у свијету“ описује Србе као агресоре на Хрвате исламске вјере и промовише идеју хрватског јединства. Неколико мјесеци прије његове смрти формиран је Хрватски ослободилачки покрет, са Куленовићем као једним од оснивача и потписником.
Његов син био је Нахид Куленовић.